# Gordonsville (Tennessee)
Gordonsville es un pueblo ubicado en el condado de Smith en el estado estadounidense de Tennessee. En el Censo de 2010 tenía una población de 1.213 habitantes y una densidad poblacional de 65,91 personas por km².

## Geografía
Gordonsville se encuentra ubicado en las coordenadas 36°11′10″N 85°55′53″O / 36.18611, -85.93139. Según la Oficina del Censo de los Estados Unidos, Gordonsville tiene una superficie total de 18.4 km², de la cual 18.27 km² corresponden a tierra firme y (0.7%) 0.13 km² es agua.

## Demografía
Según el censo de 2010, había 1.213 personas residiendo en Gordonsville. La densidad de población era de 65,91 hab./km². De los 1.213 habitantes, Gordonsville estaba compuesto por el 95.22% blancos, el 1.81% eran afroamericanos, el 0.08% eran amerindios, el 0.82% eran asiáticos, el 0% eran isleños del Pacífico, el 0.66% eran de otras razas y el 1.4% pertenecían a dos o más razas. Del total de la población el 1.73% eran hispanos o latinos de cualquier raza.